# Mk 84 (爆弾)
Mk.84（Mark 84、マーク84）もしくはBLU-117は、アメリカ空軍やアメリカ海軍などの軍用機が装備する無誘導爆弾である。重量2,000ポンド（907.2kg）クラスで、Mk.80シリーズの航空爆弾で、最も多くの高性能爆薬を積んでおり、最も広く用いられている。同盟国や友好国にも供与されている。

## 概要
ベトナム戦争中に配備された。Mk 84は、流線型の鋼製弾体にトリトナール高性能爆薬を428.6kg（総重量の約45-50%程度）充填している。名目上の重量は907.2kg（2,000ポンド＝1米トン）とされるが、実質的な重量は尾部や信管オプション、また、投下時に落下速度を遅める装置によって894.5-944.8kgと多様である。
安定性の付与と投下時の減速装置を装着するため、多数のMk.84が改造された。これは、精密誘導能力を与えるためであり、こうした爆弾は多様な精密誘導兵器の弾頭として役立った。そうしたものの中には、GBU-10/GBU-24/GBU-27 ペイブウェイレーザー誘導爆弾や、GBU-15電子光学誘導爆弾、GBU-31 JDAM、また、クイックストライク機雷が含まれる。
アメリカ合衆国の航空爆弾Mk.80シリーズで最も多くの高性能爆薬を積んでいることから、同国により投下されている大型無誘導爆弾の大半はMk 84である。その後、重量6,803.9kgのBLU-82 デイジーカッターが配備されると重量では第二となり、さらにBLU-82の後継として現代では重量10,251.2kgのGBU-43/B MOABが配備されたため、第三位となった。しかし、これらの爆弾はその巨大さゆえに運用上の制約が大きく、通常の作戦においても広範に用いられる爆弾としては依然としてMk 84が最大級のサイズとなっている。
湾岸戦争中のイラクで飛行したF-117 ナイトホークの搭乗者たちは、Mk 84の相当な破壊力と爆風半径により、この爆弾を「ハンマー」と渾名した。この際には、弾体にGBU-27 ペイブウェイIIIキットが装着され、F-117専用として使われていた。

## 運用
アメリカ海軍では、空母「フォレスタル」の火災事故の際の脆弱性から、WSESRB（兵器システム爆発物安全評価委員会）が組織された。この機関が実行した試験の報告によれば、Mk.84のコックオフに要する時間はおよそ8分40秒である。
Mk.84は、幅15.2m、深さ11.0mのクレーターを作る能力を持つ。Mk.84は、投下時の高度に依存するものの、381mm厚の金属板、または3.4m厚のコンクリートを貫通できる。また、致死的な破片を発生させ、その危害半径は365.8mである。
ベトナム戦争では、建物や橋など強固な目標を破壊するため使用された。1981年のイラク原子炉爆撃事件では、イスラエル空軍のF-16戦闘爆撃機が16発のMk.84を投下、うち14発が命中し建設中の原子炉は破壊された。
2023年イスラエル・パレスチナ戦争において複数回使用されたと推測されており、2024年9月10日にガザ地区アル＝マワシに投下された爆弾は長さ約40m、深さ数mのクレーターを形成した。避難民テントなど民間人の人口密集地で使われたとみられるケースもあり、アメリカ合衆国のシンクタンク「安全保障政策改革研究所」は、戦争犯罪にあたる可能性があると指摘している。
2016年3月に日本の航空自衛隊においても調達が決定された。

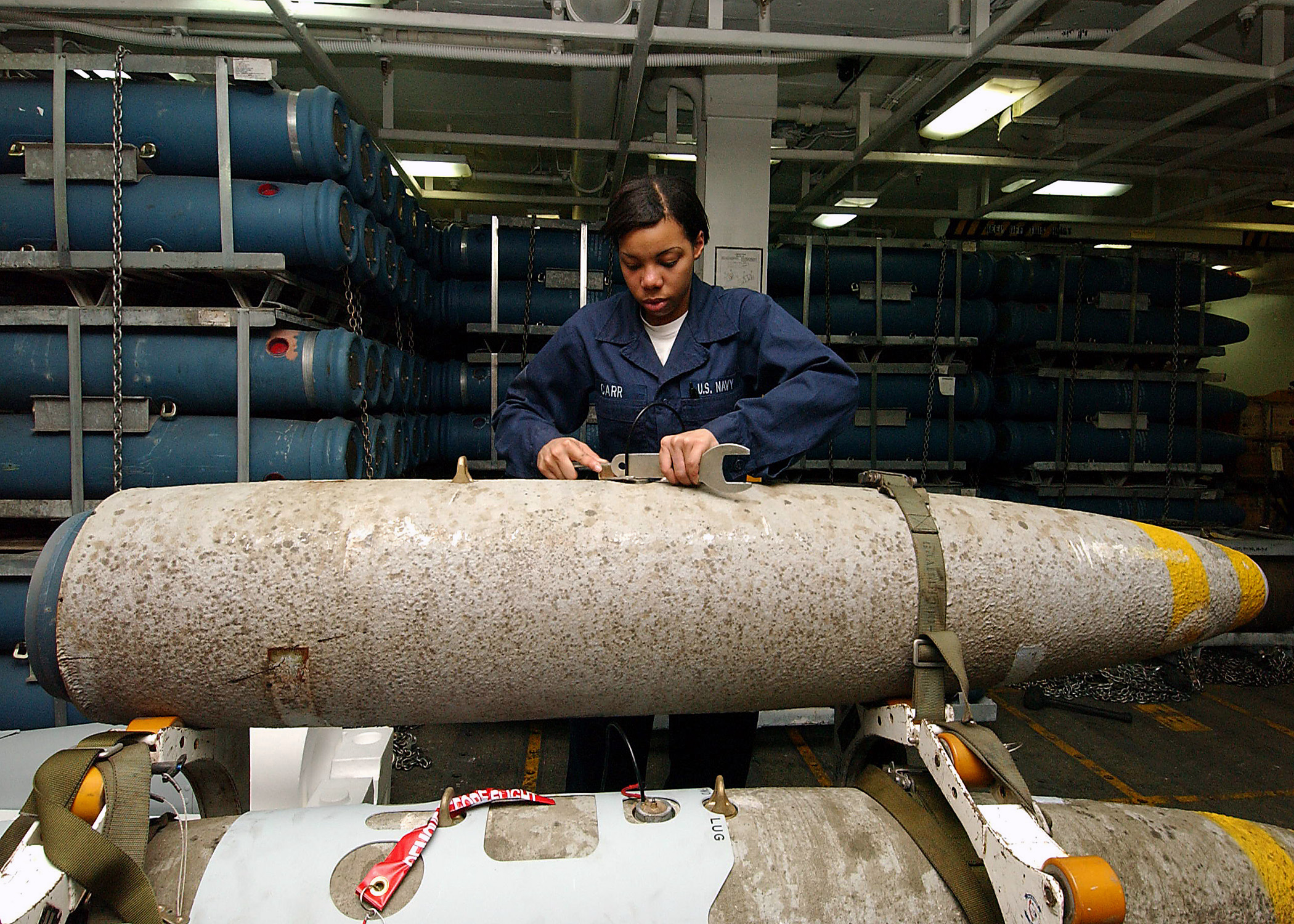
空母「ジョージ・ワシントン」の艦内で、航空機担当の兵装技術員が爆弾の弾体を取り扱っているところ。この弾体は「耐熱防護」され、火災状況下でのコックオフまでの時間が延ばされている。
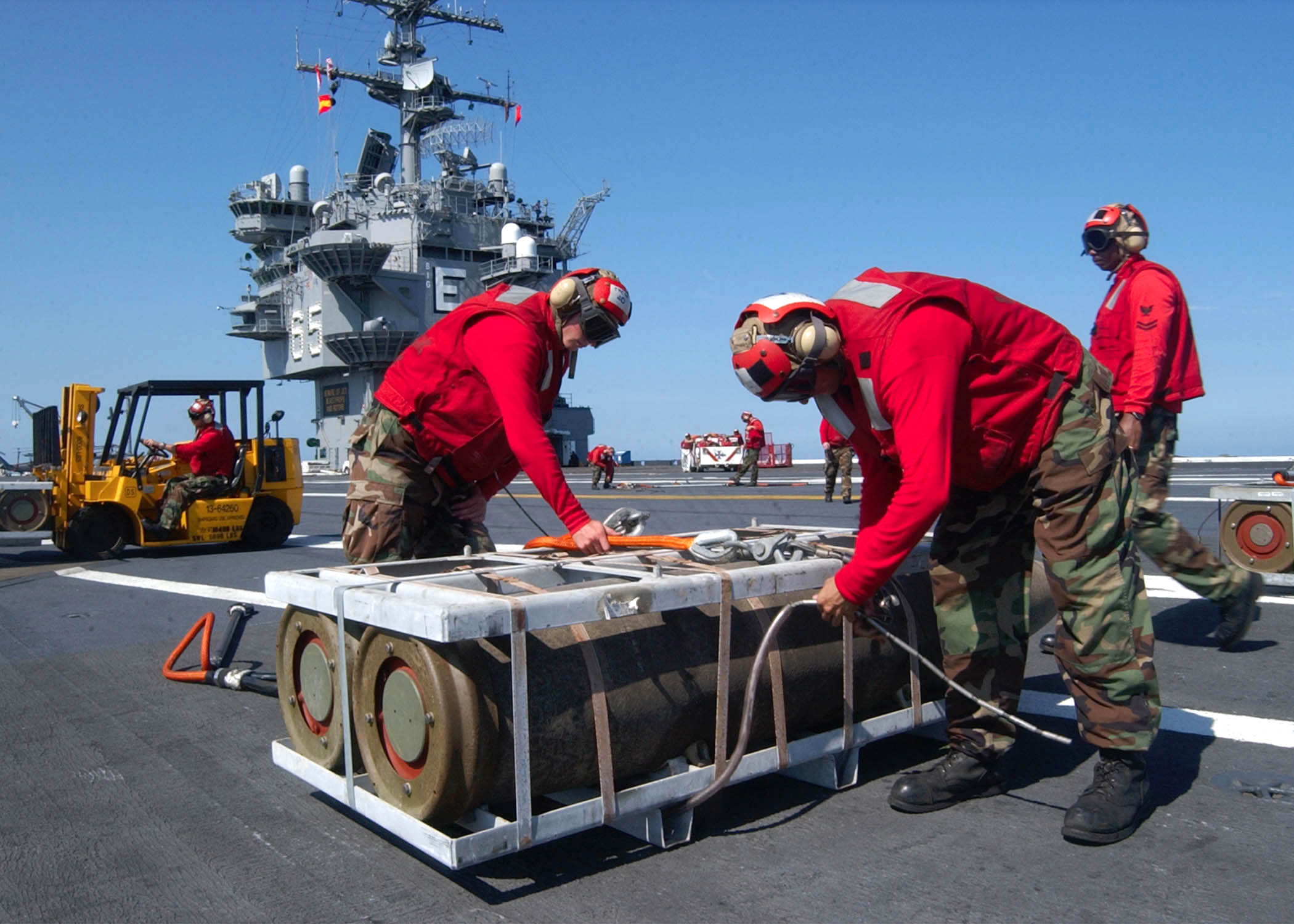
水兵が、Mk.84の弾体2個を収めた枠からホイストの吊り紐を除去しているところ。尾部および信管はまだ取り付けられていない。
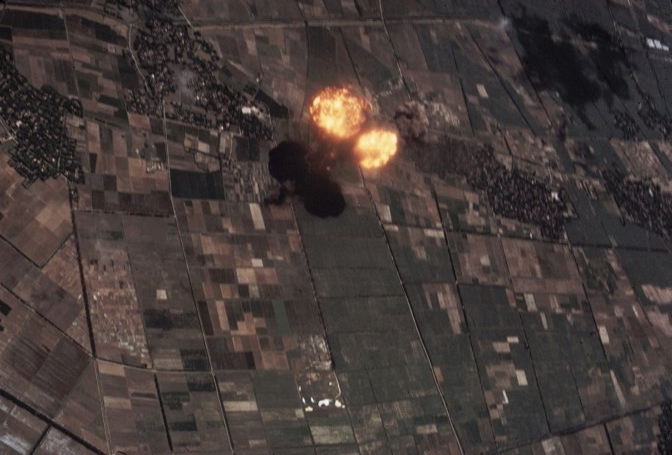
Mk.84の炸裂（ベトナム北部、1972年）